# Skoczowska Fabryka Kapeluszy
Skoczowska Fabryka Kapeluszy – fabryka znajdująca się w Skoczowie produkująca kapelusze męskie i damskie z filcu z włosia króliczego. Fabryka powstała w roku 1924 i po wielu zmianach własnościowych prowadzi obecnie działalność pod nazwą Skoczowska Fabryka Kapeluszy Polkap S.A.

## Historia
W roku 1924 niemiecka firma kapelusznicza „J. Hückel’s Söhne” uruchamia w Skoczowie filię swojego zakładu. Zakład pozyskiwał z pobliskich terenów podgórskich skóry królicze, z których sierści był produkowany filc, a następnie kapelusze. Do czasu II wojny światowej fabryka produkowała kapelusze gładkie, zamszowe, welurowe i meloniki. W okresie drugiej wojny światowej w fabryce produkowano skarpety dla wojsk niemieckich. Po wojnie zakład został znacjonalizowany i rozpoczął ponownie produkcję kapeluszy pod nazwą Skoczowskie Zakłady Wyrobów Filcowych. W lach 50. XX wieku zakład poszerzył produkcję w ramach zagospodarowywania odpadów. Odpadami były skóry królicze pozbawione włosia. Uruchomiono garbarnię i produkcję toreb, portmonetek i rękawiczek skórzanych. W latach 70. przeprowadzono modernizację zakładu, powstały nowe hale, wymieniono park maszynowy, następował rozwój produkcji.  W roku 1972 wyprodukowano ok. 1 miliona sztuk kapeluszy, a zatrudnienie wynosiło ok. 1100 osób. Przemiany gospodarcze końca XX wieku niestety nie wpłynęły pozytywnie na dalszy rozwój fabryki. Konkurencja firm prywatnych i import kapeluszy spowodował zmniejszenie produkcji i obniżenie zatrudnienia. Obecnie fabryka zatrudnia ok. 100 osób i produkuje kapelusze męskie, damskie i półprodukty (kapliny) dla innych wytwórców kapeluszy. 